# Smith Wigglesworth
Smith Wigglesworth (1859 – 1947), foi um prestigiado pregador protestante britânico dos séculos XIX a XX, reputado como um dos precursores do pentecostalismo e do "movimento de fé e cura".
Wigglesworth exerceu pujante influência na expansão do Movimento Pentecostal em várias regiões do mundo. À princípio, mediante suas pregações, curas, batismo no Espírito Santo vinculado à glossolalia e ênfase no evangelismo transmitiu o reavivamento religioso por todo Reino Unido. Sua integração à anual Sunderland Whitsuntide Convention intensificou a propulsão do seu ministério para além das fronteiras britânicas; deste modo, foi fundamentalmente importante no desenvolvimento do pentecostalismo na Austrália e Nova Zelândia, ocupando o destaque de ter sido o primeiro pregador pentecostal a ministrar nelas. Ademais, devido ao seu vigoroso zelo evangelístico patrocinou com recursos financeiros de seu próprio ministério inúmeros missionários pentecostais, contribuindo ainda mais com a propagação do movimento.

## Biografia

### Infância
Em 10 de junho de 1859 nasceu em um pequeno vilarejo de Yorkshire chamado Menston, sendo o segundo de quatro filhos do casal John e Martha. Seus pais eram extremamente pobres e vivam em um modesto casebre; embora fosse um esforçado trabalhador, seu pai ainda sim sofria duramente para conseguir dar suporte financeiro a sua família. Em suas recordações de infância, Wigglesworth relata um episódio no qual, mesmo sendo rigoroso inverno, seu pai se dispôs a cavar uma vala na terra endurecida pelo gelo em troca de um pouco de dinheiro, pois não havia alimento algum em sua casa.
Com a idade de 7 anos, Wigglesworth e seu irmão mais velho James começaram a trabalhar em uma fábrica de lã, na qual seu pai já era tecelão, a partir de então ele e sua família foram menos castigados pela pobreza.

### Vida religiosa
Os pais de Wigglesworth não detinham comprometimento algum com o cristianismo, todavia, apesar disso, sua jornada espiritual despertou cedo, de tal modo que ele recordava como na infância era "estranhamento dirigido pelo Espírito Santo"; foi sua avó, uma tradicional metodista wesleyana, quem causou essa acentuada influência no desenvolvimento de sua fé. Durante o ano de 1867, em uma das reuniões de avivamento do grupo de sua avó foi onde teve a experiência de conversão; doravante, ele sentiu a convicção de sua salvação e sua paixão pelo evangelismo começou a desabrochar e, posteriormente, a primeira pessoa quem conduziu à conversão foi sua mãe.
Mesmo em tenra idade, a avidez por crescimento espiritual de Wigglesworth era evidente, de tal modo que ele amava atender reuniões, especialmente aquelas dedicadas à narração de testemunhos. Durante as reuniões, o jovem se levantava para contar seu próprio testemunho, entretanto sempre embaraçava-se para encontrar palavras, como também explodia em lágrimas. Até que em certa ocasião após essa usual cena, três anciãos impuseram as mãos sobre ele e oraram, imediatamento o Espírito Santo esteve sobre ele e o curou tornando-o apto a falar; entretanto, essa nova capacidade para falar foi limitada a pessoas individuais ou pequenos grupos, retendo dificuldades para públicos maiores; futuramente, nas reuniões que Wigglesworth promovia, dividia o encargo com sua esposa, que assumia a pregação principal.
Conquanto Wigglesworth tenha iniciado sua trajetória religiosa na Igreja Metodista Wesleyana, ao longo de sua vida também foi filiado de outras denominações - Anglicanismo, Os Irmaõs de Plymouth ("The Plymouth Brethren") e o Exército da Salvação ("The Salvation Army").

## Obras
- Ever Increasing Faith.; (PDF) 1924. Zao Ministries International.
- Faith That Prevails.; 1938. Biblioteca di eVangelo.
- The Smith Wigglesworth Blog; Sermões de Wigglesworth
- The Smith Wigglesworth Website; Seu Website